# بيرم (مهاباد)
قرية بيرم (بالكردية: بەیرەم) هي إحدى القرى التابعة لـكاني بازار في ريف قسم خليفان من مقاطعة مهاباد، في محافظة أذربیجان الغربیة الإيرانية.

## السكان
حسب إحصاءات سنة 2006، بلغ إجمالي السكان في بيرم 292 نسمة وعدد المساكن 41 مسكن. لغة سكان بيرم هي اللغة الكردية وهم من أهل السنة والجماعة والمذهب الشافعي.